# توم براون (لاعب كرة قدم أمريكية أمريكي)
توم براون (بالإنجليزية: Tom Brown)‏ هو لاعب كرة قدم أمريكية أمريكي، ولد في 24 ديسمبر 1963 في برينستون في الولايات المتحدة.

## وصلات خارجية
- توم براون (لاعب كرة قدم أمريكية أمريكي) على موقع مرجع كرة القدم المحترفة.كوم (الإنجليزية)